# 66885 Wangxiaomo
66885 Wangxiaomo este o planetă minoră (asteroid), cu un diametru de 5,077 km, din centura de asteroizi. A fost descoperită pe 12 noiembrie 1999 la Xinglong Station⁠(d) de Beijing Schmidt CCD Asteroid Program⁠(d). 
Obiectul prezintă o orbită caracterizată de o semiaxă mare de 2,9684837977169 UAi, o excentricitate de 0,058877883837405, o înclinație de 9,8193876416096 ° în raport cu ecliptica.